# Tommy Sands

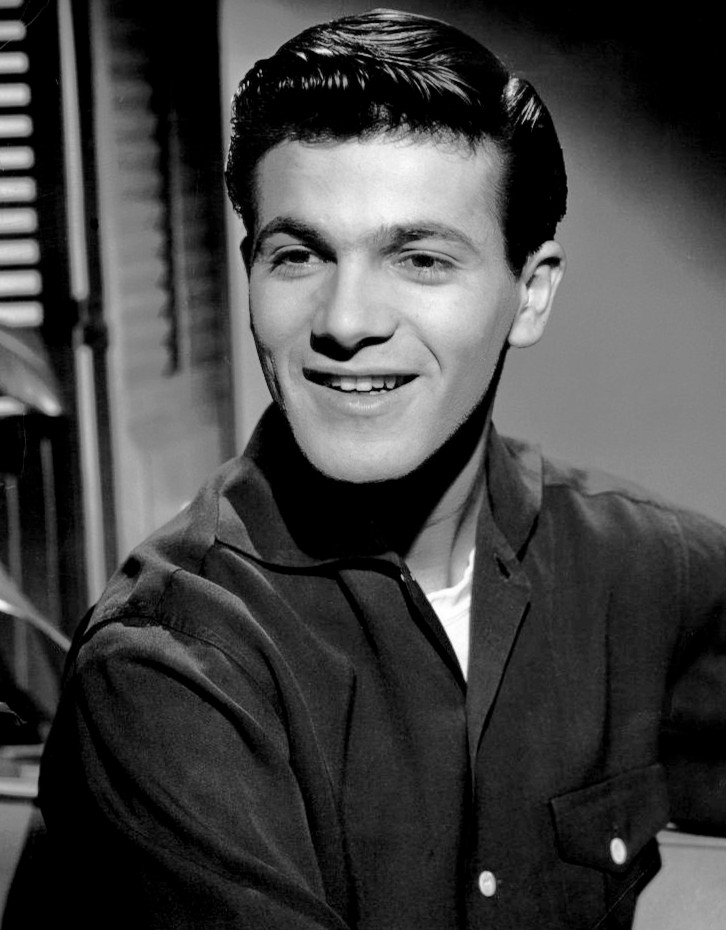
Tommy Sands (1957)

Tommy Sands, född 27 augusti 1937 i Chicago, Illinois, är en amerikansk pop/rocksångare och skådespelare.
Sands föräldrar jobbade inom underhållningsbranshen. Hans genombrott kom i och med en roll i en tv-film. Från filmen släpptes singeln "Teen-age Crush" (1957), som blev en stor hit. Några andra hits med honom var "Ring My Phone", "Goin' Steady" (båda 1957), "Sing Boy Sing" (1958) och "The Worryin' Kind" (1959). Han medverkade även i filmer som Mardi Gras (1958) Babes in Toyland (1961), Den längsta dagen (1962) och Endast de tappra (1964). 
Sands var gift med Nancy Sinatra från 1960 och fem år framåt.